# جاش ریتر
جاش ریتر (انگلیسی: Josh Ritter؛ زادهٔ ۲۱ اکتبر ۱۹۷۶) یک موسیقی‌دان اهل ایالات متحده آمریکا است.